# Ambulyx amara
Ambulyx amara là một loài bướm đêm thuộc họ Sphingidae. Nó được miêu tả bởi Eitschberger, Bergmann, và Hauenstein, năm 2006. Nó được tìm thấy ở Quảng Đông ở Trung Quốc.